# それが大事 (ディズニーの曲)
「それが大事」（英: Lesson Number One）は、2005年のディズニー映画『ムーラン2』に使用された楽曲。ムーラン2のサウンドトラックCDは販売されていないが、「プリンセスと魔法のキス」のコンピレーションアルバムに収録され、販売されている。

## 収録されているアルバム
- プリンセスと魔法のキス（コンピレーション）